# Доле са оружјем
„Доле са оружјем“ је југословенски драма из 1975. године. Режирао га је Марио Фанели, који је учествовао и у писању сценарија са Драгом Кекановићем док им је стручни сарадник био Др Бернард Стули.

## Улоге
| Глумац                  | Улога                                         |
| ----------------------- | --------------------------------------------- |
| Војислав Брајовић       | Морнар прве класе Љубомир Краус               |
| Ирфан Менсур            | Морнарички водник Франтишек Коуцки „Франц“    |
| Драгомир Чумић          | Марко Радан                                   |
| Фарук Беголи            | Шиме Бурин                                    |
| Звонимир Чрнко          | Судски истражитељ                             |
| Јован Личина            | Јавни тужилац Др Ерст Грунебалд               |
| Јанез Врховец           | Судија ратног преког суда капетан Карл Кремер |
| Воја Мирић              | Бранилац                                      |
| Миха Балох              | Адмирал Хорти                                 |
| Божидар Павићевић Лонга | Мате                                          |
| Маринко Шебез           | Поднаредник Вилхелм Хенгел                    |
| Јосиф Татић             | Јуре                                          |
| Столе Аранђеловић       | Убачена кртица                                |
| Љубомир Ћипранић        | Стражар                                       |
| Александар Хрњаковић    | Подолски                                      |
| Предраг Милинковић      | Наредник                                      |
| Милан Срдоч             | Главни кувар Јозеф Бем „Купусар“              |
| Бранко Цвејић           | Музичар на усној хармоници                    |
| Мирко Буловић           | Морнар                                        |
| Рамиз Секић             | Заточеник                                     |
| Власта Велисављевић     | Наредник стрељачког вода                      |
| Срђан Дедић             |                                               |
| Мирослав Хлусичка       |                                               |